# Suleiman Jalu
Suleiman Jalu (Eindhoven, 22 maart 2000) is een Nederlands-Guinees voetballer die als aanvaller voor Balzan FC speelt.

## Carrière
Suleiman Jalu speelde in de jeugd van RKVV Brabantia, VV Geldrop en Willem II. Na een proefperiode bij een club in Roemenië sloot hij in 2020 aan bij een club op het derde niveau van Servië, OFK Beograd. Op dit niveau mochten geen buitenlandse spelers uitkomen, en zodoende speelde hij alleen voor het onder-19-elftal. Hij kwam tot één wedstrijd voor dit team alvorens de competitie vanwege de coronacrisis werd afgebroken. In de zomer van 2020 vertrok hij naar het Maltese Balzan FC. Hij debuteerde in het betaald voetbal op 20 september 2020, in de met 0-1 gewonnen uitwedstrijd tegen Tarxien Rainbows. In de met 3-3 gelijkgespeelde uitwedstrijd tegen Mosta FC scoorde hij tweemaal.

### Statistieken
| Seizoen                      | Club           | Land           | Competitie     | Competitie | Competitie | Beker | Beker | Totaal | Totaal |
| Seizoen                      | Club           | Land           | Competitie     | Wed.       | Dlp.       | Wed.  | Dlp.  | Wed.   | Dlp.   |
| ---------------------------- | -------------- | -------------- | -------------- | ---------- | ---------- | ----- | ----- | ------ | ------ |
| 2020/21                      | Balzan FC      | Malta          | Premier League | 7          | 2          | 0     | 0     | 7      | 2      |
| Carrièretotaal               | Carrièretotaal | Carrièretotaal | Carrièretotaal | 7          | 2          | 0     | 0     | 7      | 2      |
| Bijgewerkt op 4 januari 2021 |                |                |                |            |            |       |       |        |        |